# Cercle avec un point en son centre

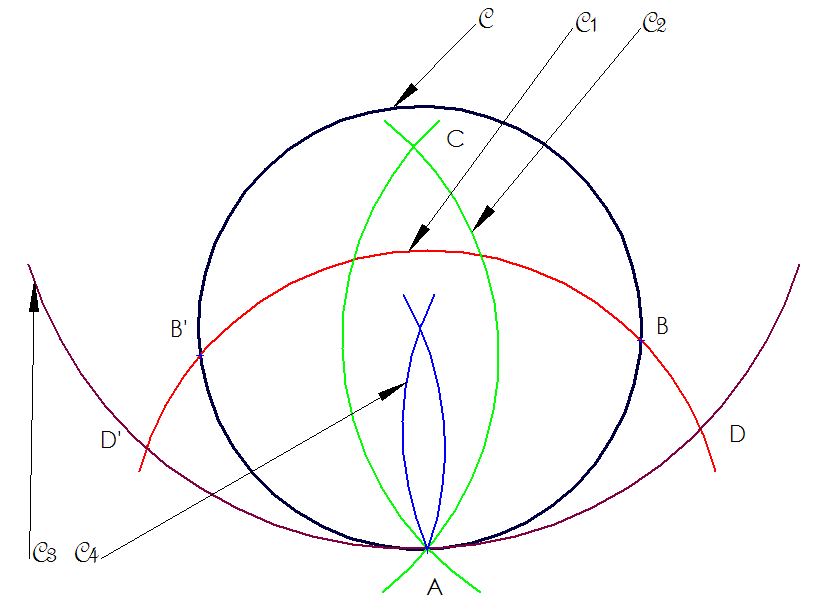
Problème de Napoléon permettant de retrouver le centre d'un cercle en six arcs de cercle

 Le cercle avec un point en son centre ou cercle pointé est un symbole courant. 
Il peut représenter :
- le Soleil, ☉ ;
- l'archange Michel qui est parfois associé au Soleil ;
- le dieu-soleil Yelm dans l'univers fictif de Glorantha ;
- l'or en alchimie ;
- un clic bilabial, ʘ ;
- un vecteur pointant vers l'extérieur de la page, par opposition à ⊕ symbolisant un vecteur pointant vers l'intérieur ;
- un atome d'hydrogène (à l'époque de John Dalton) ;
- la marque sur le front du Dr Manhattan ;
- l'hiéroglyphe N5 idéogramme du Soleil rˁ  : | N5 |
- le zéro, pour différencier ce dernier de la lettre O (comme dans la police de caractères Andale Mono).

## Codage informatique
| Symbole | Unicode | Nom                         |
| ʘ       | 0298    | LETTRE LATINE CLIC BILABIAL |
| ⊙       | 2299    | OPÉRATEUR POINT CERCLÉ      |
| ⊚       | 229A    | OPÉRATEUR ROND CERCLÉ       |
| ☉       | 2609    | SOLEIL                      |
| 日      | 65E5    | IDÉOGRAPHE UNIFIÉ CJK       |